# Miles Mander
Miles Mander, nato Lionel Mander (Wolverhampton, 14 maggio 1888 – Los Angeles, 8 febbraio 1946), è stato un attore, regista, sceneggiatore, produttore cinematografico, scrittore e drammaturgo britannico.

## Filmografia parziale

### Attore
- Il peccato della puritana (The Prude's Fall), regia di Graham Cutts (1924)
- Il labirinto delle passioni (The Pleasure Garden), regia di Alfred Hitchcock (1925)
- The First Born, regia di Miles Mander (1928)
- Il torneo delle maschere (Der Faschingskönig), regia di Georg Jacoby (1928)
- Il grande veleno (The Physician), regia di Georg Jacoby (1928)
- Balaclava la valle della morte (Balaclava), regia di Maurice Elvey e Milton Rosmer (1928)
- Omicidio! (Murder!), regia di Alfred Hitchcock (1930)
- Ottocento romantico (Bitter Sweet), regia di Herbert Wilcox (1933)
- Le sei mogli di Enrico VIII (The Private Life of Henry VIII), regia di Alexander Korda (1933)
- Don Chisciotte (Don Quixote), regia di Georg Wilhelm Pabst (1933)
- Loyalties, regia di Basil Dean e Thorold Dickinson (1933)
- Canto d'amore (Here's to Romance), regia di Alfred E. Green (1935)
- I tre moschettieri (The Three Musketeers), regia di Rowland V. Lee (1935)
- I Lloyds di Londra (Lloyds of London), regia di Henry King (1936)
- Il mercante di schiavi (Slave Ship), regia di Tay Garnett (1937)
- Il vascello maledetto (Kidnapped), regia di Alfred L. Werker (1938)
- Il terzo delitto (The Mad Miss Manton), regia di Leigh Jason (1938)
- Suez, regia di Allan Dwan (1938)
- D'Artagnan e i tre moschettieri (The Three Musketeers), regia di Allan Dwan (1939)
- La piccola principessa (The Little Princess), regia di Walter Lang (1939)
- La voce nella tempesta (Wuthering Heights), regia di William Wyler (1939)
- La maschera di ferro (The Man in the Iron Mask), regia di James Whale (1939)
- L'esploratore scomparso (Stanley and Livingstone), regia di Henry King, Otto Brower (1939)
- L'usurpatore (Tower of London), regia di Rowland V. Lee (1939)
- La casa dei sette camini (The House of the Seven Gables), regia di Joe May (1940)
- Piccolo porto (Primrose Path), regia di Gregory La Cava (1940)
- I ribelli dei sette mari (Captain Caution), regia di Richard Wallace (1940)
- A sud di Suez (South of Suez), regia di Lewis Seiler (1940)
- Il grande ammiraglio (That Hamilton Woman), regia di Alexander Korda (1941)
- Shadow on the Stairs, regia di D. Ross Lederman (1941)
- Volo notturno (Fly-By-Night), regia di Robert Siodmak (1942)
- Vogliamo vivere! (To Be or Not to Be), regia di Ernst Lubitsch (1942)
- Follia scatenata (Fingers at the Window), regia di Charles Lederer (1942)
- Tarzan a New York (Tarzan's New York Adventure), regia di Richard Thorpe (1942)
- Sono un disertore (This Above All), regia di Anatole Litvak (1942)
- Il disertore (Lucky Jordan), regia di Frank Tuttle (1942)
- Il segreto del golfo (Assignment in Brittany), regia di Jack Conway (1943)
- Il fantasma dell'opera (Phantom of the Opera), regia di Arthur Lubin (1943)
- Il ritorno del vampiro (The Return of the Vampire), regia di Lew Landers (1944)
- L'artiglio scarlatto (The Scarlet Claw), regia di Roy William Neill (1944)
- La perla della morte (The Pearl of Death), regia di Roy William Neill (1944)
- Arsenio Lupin (Enter Arsene Lupin), regia di Ford Beebe (1944)
- L'ombra del passato (Murder, My Sweet), regia di Edward Dmytryk (1944)
- Il ritratto di Dorian Gray (The Picture of Dorian Gray), regia di Albert Lewin (1945)
- Lo strangolatore di Brighton (The Brighton Strangler), regia di Max Nosseck (1945)
- Grand Hotel Astoria (Week-End at the Waldorf), regia di Robert Z. Leonard (1945)
- L'agente confidenziale (Confidential Agent), regia di Herman Shumlin (1945)
- Il figlio di Robin Hood (The Bandit of Sherwood Forest), regia di Henry Levin, George Sherman (1946)
- ...e le mura caddero (The Walls Came Tumbling Down), regia di Lothar Mendes (1946)
- La donna di quella notte (The Imperfect Lady), regia di Lewis Allen (1947)

### Regista
- The First Born (1928)
- Youthful Folly (1934)
- The Flying Doctor (1936)

### Sceneggiatore
- The First Born, regia di Miles Mander (1928)

## Doppiatori italiani
- Amilcare Pettinelli in I Lloyds di Londra
- Gianfranco Bellini in La voce nella tempesta
- Lauro Gazzolo in Il ritratto di Dorian Gray